# تاماش مندلینی
تاماش مندلینی (انگلیسی: Tamás Mendelényi; ۲ مهٔ ۱۹۳۶ – ۶ سپتامبر ۱۹۹۹) شمشیرباز اهل مجارستان بود.
وی در مسابقات کشوری و بین‌المللی در مجموع برندهٔ ۱ مدال طلا شده‌است.